# Sumber Porong
Sumber Porong is een bestuurslaag in het regentschap Malang van de provincie Oost-Java, Indonesië. Sumber Porong telt 7198 inwoners (volkstelling 2010).